# Национална библиотека на Естония
Националната библиотека на Естония (на естонски: Eesti Rahvusraamatukogu) е национална публична институция в Естония, която работи по Закона за Националната библиотека на Естония. Създадена е като парламентарна библиотека на Естония на 21 декември 1918 г.

## Колекции
Към 1 януари 2007 г. колекцията на Националната библиотека на Естония включва 3,4 милиона единици, включително:
- 1 975 981 тома книги;
- 302 988 годишни комплекта периодични издания;
- 20 954 броя картографски материали;
- 117 777 артикула с музикални ноти;
- 180 062 артикула на графичното изкуство;
- 7 203 единици ръкописи и архивни документи;
- 2635 единици стандарти;
- 481 088 броя брошури;
- 43 477 артикула от аудио–визуални материали;
- 1852 елемента електронни материали;
- 27 198 артикула микроформи;

От 1919 г. Националната библиотека има право да получава копия от всички издания, отпечатани в Естония. 